# Silje Vesterbekkmo
Silje Vesterbekkmo, née le 22 juin 1983 à Mosjøen, est une footballeuse internationale norvégienne évoluant au poste de gardien. Joueuse au parcours atypique, elle est connue pour avoir toujours gardé sa liberté de parole.

## Biographie

### Parcours en équipe nationale
Après avoir joué dans plusieurs équipes de jeunes, elle est convoquée en 2003 pour la Coupe du monde comme gardienne remplaçante. Par la suite, elle jouera jusqu'en 2005 avec l'équipe des U21. 
Ce n'est que le 6 avril 2013 qu'elle reçoit sa première sélection avec les A. Elle est convoquée à nouveau pour l'Euro 2013 mais elle se blesse quelques jours après le début de la compétition et ne peut donc assurer son rôle.

### Controverses
Plusieurs controverses ont émaillé sa carrière :
- Le 22 août 2005, elle refuse de jouer avec l'équipe des U21, déclarant être fatiguée et estimant qu'on ne lui accordait pas sa chance en équipe première[3].
- Le 9 avril 2006, elle refuse de jouer avec l'équipe première, déclarant qu'entre ses études, sa vie privée et son club, elle n'avait pas de temps à ce moment-là pour se consacrer à l'équipe nationale[4].

## Palmarès

### En équipe nationale
- Finaliste du championnat d'Europe 2013 avec l'équipe de Norvège

### En club
- Championne de Norvège en 2004 avec le Røa IL
- Vainqueur de la Coupe de Norvège en 2004 et 2006 avec le Røa IL
- Fnaliste de la Coupe de Norvège en 2016 avec le Røa IL